# Mike Ward sous écoute
Mike Ward sous écoute, parfois référé simplement par son diminutif Sous Écoute, est un podcast québécois animé par l'humoriste Mike Ward. Depuis 2015, il est enregistré, devant public, au Bordel Comédie Club.
Avec près de deux millions d'auditeurs mensuels, plus de 400 épisodes, et un total d'écoutes s'élevant à plus de six milliards, Sous Écoute est un des podcasts les plus populaires dans la francophonie.
Depuis le 22 juillet 2022, grâce à un enregistrement au Centre Bell devant 20 986 auditeurs, Sous Écoute détient le record Guinness du plus grand nombre de billets vendus pour un enregistrement de podcast.

## Historique
Bien que Ward ait eu l'idée de créer un podcast dès 2003 — idée qui deviendra ultimement le Mike Ward Show, diffusé sur Télétoon —, c'est en 2011, suivant son apparition au podcast WTF with Marc Maron que celui-ci a officiellement décidé de partir son propre projet. Ward enregistre les vingt premiers épisodes grâce à Skype, idée qui s'avèrera trop coûteuse dans le contexte. Toutefois, quelques années plus tard, c'est à la suite de l'ouverture du Bordel Comédie Club, espace que Ward a cofondé avec Louis-José Houde, Martin Petit, François Bellefeuille, Laurent Paquin et Charles Deschamps, que le projet de podcast renaîtra. À partir de ce moment, les épisodes sont enregistrés devant public.
De 2016 à 2019, Ward remporte consécutivement quatre Prix Olivier dans la catégorie Podcast humoristique de l’année. En 2020, celui-ci retire sa candidature pour ce prix, préférant laisser la chance à d'autres humoristes de l'emporter.
Le 22 juillet 2022, Ward enregistre Sous Écoute au Centre Bell devant plus de 20 000 spectateurs. Cette idée, née d'une blague « afin de se moquer de ses collègues qui se piquent d’avoir donné un spectacle de stand-up dans le domicile du CH, sans le remplir en entier », a finalement donné lieu au record Guinness de la plus grande foule présente pour un enregistrement de podcast. Cela dépasse ainsi le précédent record de 13 000 spectateurs établi à l'O2 Arena en 2021. Vincent Léonard, invité de la soirée, a souligné que cette performance démontrait le « sentiment d’appartenance » que les amateurs éprouvent envers Sous Écoute.

## Forme
Un épisode typique de Sous Écoute consiste en une discussion, oscillant entre 90 minutes et trois heures, « sans script et sans censure » entre Mike Ward et deux invités. Ces discussions, qui ont un « ton [qui] alterne entre la blague grasse, la confidence grave, les anecdotes de tournée et les réflexions sur le processus créatif », sont généralement accompagnées d'alcool. L'ambiance festive et humoristique, la longueur des discussions, ainsi que les talents d'intervieweur de Mike Ward sont habituellement propices à des discussions dites honnêtes et authentiques.

## Controverses

### Épisode retiré
Le 26 novembre 2023, un épisode de Sous Écoute, avec comme invités les animateurs du podcast sportif La Poche Bleue, Maxim Lapierre et Guillaume Latendresse, a été retiré des plateformes en ligne quelques heures après sa diffusion en direct. Dans une vidéo publiée quelques jours suivant le retrait de l'épisode, Mike Ward explique que cette décision a été prise à la suite d'une demande des deux invités, ces derniers visiblement gênés par leurs comportements influencés par l'alcool. Tel que l'ont expliqué Lapierre et Latendresse, « C’était rendu des gars dans un fond de taverne, ce n’était plus un podcast. On a décidé que ça n’avait pas de bon sens de diffuser ça ».
Dans des segments de l'épisode publiés en ligne par certains internautes, Lapierre et Latendresse, visiblement ivres, peuvent être vus en train d'avoir des comportements jugés « inappropriés » : « doigt sur le pénis, main sur les fesses, doigt dans le visage et la bouche » de l'animateur, entre autres. Suivant ces extraits, certains observateurs y ont vu des comportements ressemblant à une forme « d'agression » envers l'animateur, constat que Ward a nié à plusieurs reprises, notamment lors d'un passage à Tout le monde en parle.

## Honneurs
- 2019: Olivier du Podcast humoristique de l’année
- 2018: Olivier du Podcast humoristique de l’année
- 2017: Olivier du Podcast humoristique de l’année
- 2016: Olivier de la Capsule, sketch ou série web humoristique de l’année